# Gemmula ambara
Gemmula ambara é uma espécie de gastrópode do gênero Gemmula, pertencente a família Turridae.